# 小沢遼子
小沢 遼子（小澤遼子、おざわ りょうこ、1937年〈昭和12年〉5月4日 - ）は、日本の政治家、評論家。
地方議員時代には浦和市議会議員を3期、埼玉県議会議員を1期務めた。

## 来歴
東京都出身。埼玉県立浦和第一女子高等学校、療養生活を経た後に法政大学社会学部心理学科卒。学生時代は学生運動に明け暮れていた。後の平凡パンチのインタビューで法政大学に入学した理由を「病み上がりだったので入学しやすく、卒業しやすいところを選んだ。」と語っている。卒業後、広告代理店、出版社勤務を経て、1967年、当時継続していたベトナム戦争に異議を唱えるため、ベトナムに平和を! 埼玉市民連合結成、自ら代表としてベトナム反戦運動を展開。
1971年、統一地方選挙浦和市議会議員選挙に立候補し、最高得票で当選（革新系無所属）。以後、3期連続当選。1983年、埼玉県議会議員選挙に転じ当選（革新系無所属）。1987年、2期目を目指す県議選で、高校の後輩で同じく浦和市議会議員だった岡真智子が日本社会党公認で立候補。ともに革新系で支持層が重なり、支持者を奪い合い落選（岡は当選）。以後政界を退き、評論家として活動。
1984年6月24日、KBS京都企画・制作、独立局11局ネット生放送、田原総一朗司会の、討論番組「21世紀の日本を考える　5時間闘論　平和　なにを、いかにして守るのか」に出演。当時放送開始の「朝まで生テレビ!」に野坂昭如・西部邁・舛添要一・木元教子らとともに度々出演。
1989年第15回参議院議員通常選挙、1990年第39回衆議院議員総選挙、1991年東京都知事選挙・浦和市長選挙、1992年埼玉県知事選挙の候補者としてマスコミ等で名前が挙がる。「マドンナ議員」が話題になる中、日本社会党などから出馬を打診されるが全て断る。なおマドンナ議員に関し雑誌で「イギリスの緑の党は幹部が皆女性だがこれは女性だからではなくたまたま優秀な人が女性だったという話であるが、日本の政党のマドンナ候補は話題作りや票集め対策で能力重視ではない」と批判。
1993年、埼玉県議会議員が相互に政治団体の帳簿上、同額寄付金をやりとりし、確定申告時に寄付控除を受ける、所謂「回し献金」を行っていたことが発覚。「回し献金」の事実が明らかになった県議は自民党会派所属県議20人と無所属議員1人の計21名。税務当局の指摘を受け修正申告に応じた。「回し献金」について元社会党県議の黒田重晴（元越谷市長）は、「当時同僚だった小沢遼子元県議からこの方法を教わり約7年前からやっていた」と述べた。小沢もこれを認め、「1987年に落選するまで、3年間控除を受けた」「寄付控除はどんな個人でも税金の控除の対象になる方法であり、私の場合もその一例に過ぎない。政党所属県議に比べ、税制上の優遇措置の少ない無所属県議にとって唯一優遇を受けられる方法だった」と話した。
1998年・1999年、原子力政策円卓会議モデレーター就任。就任後、茨城県東海村で発生したJCO臨界事故にも携わる。2000年、放射性廃棄物シンポジウムコーディネーター就任（同シンポジウムは単年で終了）。
2023年11月3日、令和5年秋の叙勲において旭日双光章（地方自治功労、公選職）を授与された。

## 人物
- 浜田卓二郎・松永光・山口敏夫・土屋義彦ら自民党所属埼玉県輩出議員や、土井たか子元社会党委員長を厳しく評論。
- 以前は阪神タイガースのファンだったが、北海道日本ハムファイターズのファンにシフトしたと公言。身長は168cm、血液型はA型。趣味はダイビング。

## 著書・編著・共著
- 『よそもの連合太平記』（筑摩書房）1973
- 『つよい女は美しい―新おんな考』桐島洋子対談（ゆまにて出版）1974
- 『てる日くもる日女がひとり』（住宅新報社）1976
- 『対談女が斬る』桐島洋子（講談社）1976
- 『あしたの女たちよ!―魅力的に生きるための知的戦略』（じゃこめてい出版）1978
- 『さりげなくふたり』（日本書籍）1981
- 『ライバル日本史　第3巻　愛憎』「ゴッドマザーの都（木元教子対談）」（NHK取材班/編）（角川文庫）
- 『社会党への涙』(上田哲)と共著(データハウス)

## 出演

### 現在
- 朝まで生テレビ!（テレビ朝日、不定期）

### 過去
- たけし・逸見の平成教育委員会（フジテレビ、ゲスト生徒として出席）
- こたえてちょーだい!（フジテレビ、不定期）
- 一枚の写真（フジテレビ、1992年5月18日）
- 話題のアンテナ 日本全国8時です（TBSラジオ他、金曜日、1991年10月 ‐ 2017年3月24日）
- のりゆきのトークDE北海道（北海道文化放送、不定期）
- 情報ライブ ミヤネ屋（読売テレビ他、水曜日）

### 映画
- ガメラ3 邪神覚醒（1999年） - ザ・ワイドコメンテーター役